# Ehrenkirchen
Ehrenkirchen – miejscowość i gmina w Niemczech, w kraju związkowym Badenia-Wirtembergia, w rejencji Fryburg, w regionie Südlicher Oberrhein, w powiecie Breisgau-Hochschwarzwald, siedziba wspólnoty administracyjnej Ehrenkirchen. Leży u południowego wylotu obszaru krajobrazowego Hexental, ok. 13 km na południowyy zachód od Fryburga Bryzgowijskiego.

## Dzielnice
- Ehrenstetten
- Kirchhofen
- Norsingen
- Scherzingen
- Offnadingen